# Hostage
«Hostage» (с англ. — «Заложник») — песня американской певицы Билли Айлиш и последний трек с её дебютного мини-альбома Don’t Smile at Me. Написана Айлиш и её братом Финнеасом О'Коннеллом и спродюсирована последним. Песня была сертифицирована как платиновая в США и золотая в Австралии.

## Музыка
Песня была написана в тональности ля минор и имеет низкий темп.

## Музыкальное видео
Музыкальное видео было выпущено 8 октября 2018 года и было спродюсировано Генри Шолфилдом. В интервью Айлиш сказала: «Для меня было мечтой начать работать со всеми, кто в этом участвует. Я была большим поклонником Stromae, и я была поражена тем, как он, его брат Люк Джуниор Тэм и Генри относились к этой песне, которая идеально соответствовала мыслям, стоящим за текстом».

## Коммерческий успех
Несмотря на то, что «Hostage» не входила ни в один чарт, она была сертифицирована золотой в Австралии и платиновой в Канаде и США.

## Сертификации
|accessdate=2020-03-29
| Регион | Сертификация | Продажи   |
| --- | ------------ | --------- |
| США (RIAA) | Платиновый   | 1 000 000 |
| Австралия (ARIA) | Золотой      | 35 000    |
| Канада (Music Canada) | Платиновый   | 80 000    |
| * Данные о продажах приведены только на основе сертификации. · ^ Данные о тиражах приведены только на основе сертификации. · Данные о продажах + прослушиваниях приведены только на основе сертификации. |              |           |